# マキシラリア・ヴァリアビリス

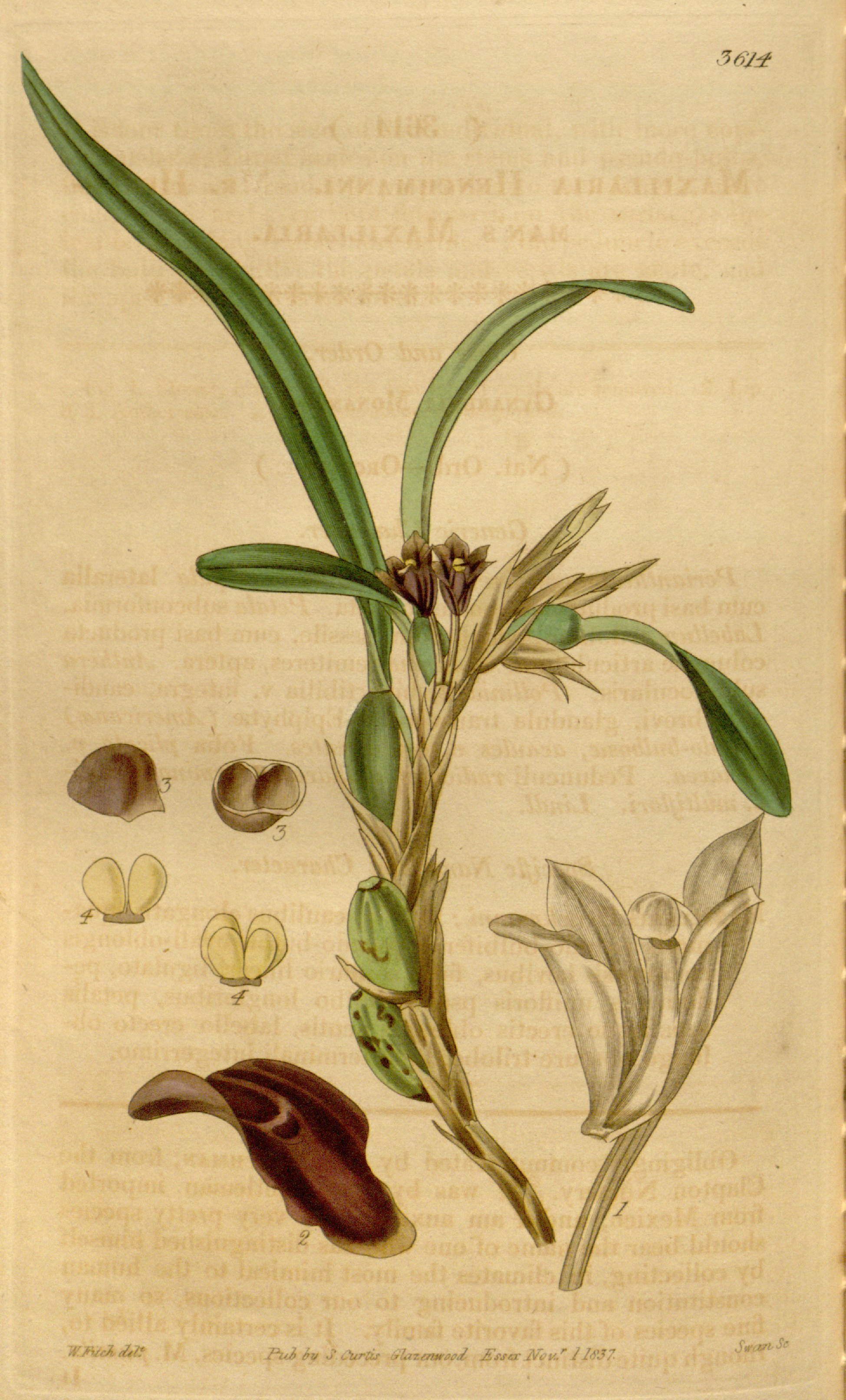
図版

マキシラリア・ヴァリアビリス（Maxillaria variabilis）はマキシラリア属のラン科植物。小型の種で唇弁の基部上面に粒のような突起がある。

## 特徴
常緑性の着生植物。匍匐茎があって斜め上に伸びるか横に這う。偽鱗茎は匍匐茎の上に2-3cmの間隔を置いてつく。偽鱗茎は卵形で長さ3cm程、先端に1枚の葉をつける。葉は線形で革質、長さ15cmほど。
春に花が咲く。花茎は長さ3cmで先端に花を1つだけつける。花弁や萼はいずれも肉厚で半ばまで開き、色は黄緑から橙、赤褐色など変異がある。唇弁はその中央部が濃い色となっており、光沢のあるボタン状の突起が乗っている。側花弁の先端が外側に反る。

## 分布
メキシコからギアナにかけての中央アメリカから南アメリカに分布する。標高1000m以上の山地帯に分布し、その生育環境は多様。

## 利用
洋ランとして栽培される。本属では比較的普及しているもので、栽培は容易である。